# Charlotte Wassef
Charlotte Wassef (en árabe: شارلوت واصف‎; en copto: ϣⲁⲣⲗⲟⲧ ⲟⲩⲁⲥⲉⲫ; 15 de julio de 1912 – 17 de enero de 1988) fue una reina de belleza egipcia y Miss Universo 1935, nacida en Alejandría de una familia egipcia cristiana. Fue coronada Miss Egipto en 1934 y también ganó el International Pageant of Pulchritude, el predecesor de Miss Universo, en 1935 en Bruselas.